# 岐阜県立加納高等学校
岐阜県立加納高等学校（ぎふけんりつ かのうこうとうがっこう）は、岐阜県岐阜市加納南陽町三丁目にある公立高等学校。第4回全国高等学校クイズ選手権の優勝校でもある。

## 学校概要
- 学科 全日制普通科、音楽科、美術科
  - 8クラスの普通科、各1クラスの音楽科・美術科を設置している。
- 制服
  - 男子は詰襟の学生服、女子はセーラー服が指定されている。また、制帽の本の白線は、旧岐阜県岐阜第二高等学校から、セーラー服及びスカートの紺色のリボンは、旧加納高等女学から引き継いだものという。また、女子の夏服のセーラー服が平成26年度より導入された。
  - 2022年に校則が改正され、私服での通学が認められている。但し、学校が定める式典（入学式、卒業式など）では制服の着用となる。
- 校章
  - 白梅を象ったもの。旧岐阜二中から引き継いだもので、旧岐阜中学（現：岐阜高校）の校章の桜に対抗して設定したといわれている。
- スクールカラー
  - 「橙色」：誠実・明朗・親愛・進取を示している。

## 沿革

### 加納高等女学校
- 1916年4月 - 岐阜県女子師範学校併設の岐阜県立加納高等女学校を創設。（同校ではこの年をもって創立としている）
- 1923年 - 岐阜県加納高等女学校へ改称。
- 1946年3月 - 岐阜県立女師範学校から分離独立。
- 1947年4月 - 新学制により、中学校を併設。
- 1948年4月 - 学制改革により、岐阜県加納女子高等学校へ改称。

### 岐阜第二中学校
- 1928年4月 - 岐阜県岐阜第二中学校を創設。
- 1947年4月 - 新学制により、中学校を併設。
- 1948年4月 - 学制改革により、岐阜県岐阜第二高等学校へ改称。

### 岐阜県立加納高等学校
- 1948年8月18日 - 岐阜県岐阜第二高等学校と岐阜県加納女子高等学校を統合し、岐阜県立加納高等学校発足。校地校舎は旧・岐阜県岐阜第二高等学校のものを使用。普通科を設置。
- 1949年3月 - 併設の中学校を廃止。
- 1949年4月 - 商業科設置。
- 1951年 - 商業科の募集停止。
- 1952年4月 - 音楽科設置。
- 1960年2月 - 校歌制定。
- 1963年4月 - 美術科設置。
- 1974年4月 - 学校群制度導入。岐阜北高校と岐阜学区4群、岐阜高校と同5群を組む。
- 1978年8月 - イタリア・フィレンツェ市ダンテ高校と姉妹校提携。
- 1983年3月 - 学校群制度廃止。
- 2001年4月 - 1限を65分授業制度に変更。土曜補習（数学・英語）を開始。
- 2002年 - 普通科の修学旅行行き先を韓国へ、音楽科・美術科の行き先をヨーロッパへ変更。
- 2004年 - 普通教室全室に冷房装置を設置。
- 2014年 - 女子の夏服がカッターシャツからセーラー服へと変更。
- 2015年 - 創立100周年記念式典を挙行。
- 2018年 - 音楽科の県外からの受験が認められる。
- 2020年 - 制服自由化により私服での通学も可能に[1]。
- 2022年 - 2022年度入学生から、普通科が単位制へ移行。

## 姉妹校
- イタリア・フィレンツェ市 ダンテ高校

## 特色

### 学区
岐阜県では、2018（平成30）年度の県立高校入試から学区を廃止したため、県内全域から進学が可能である。平成29（2017）年度までは、岐阜県は岐阜、西濃、東濃、美濃、飛騨、可茂の6地区に学区が分けられており、加納高校は岐阜学区に属していた。岐阜学区は岐阜市だけでなく各務原市、笠松町、岐南町、羽島市、瑞穂市、北方町、本巣市、山県市とされていた。平成29（2017）年度以前でも美術科、音楽科は、県内全ての学区から受験が可能であった。また音楽科は、2018年（平成30年）より県外からの受験も可能。

### 教育面
- 岐阜県の高校では一般的な二期制を実施している。
- 2001年から1限65分の授業を実施していたが、2009年度から1限50分授業とし、一日6限または7限実施している。
- 音楽科・美術科は各学年ともそれぞれの専門科目が全授業の三分の一以上を占めている。

### 学校行事
- 体育祭はないが、球技大会を年に2回行う。
- 音楽科の研修旅行ではプラハやウィーン、美術科はパリやローマへの旅行となる。
- 普通科では海外の旅行は存在していない

## 部活動
| 運動系 - 陸上競技部 - 卓球部 - 水泳部(令和5年度入学者から募集停止) - バスケットボール部 - バドミントン部 - ソフトテニス部(令和5年度入学者から募集停止) - ハンドボール部 - 硬式野球部 - 空手道部(令和5年度入学者から募集停止) - バレーボール部 - サッカー部 - 剣道部(令和6年度入学者から募集停止) - テニス部 | 文化系 - 文芸部 - 演劇部 - 合唱部 - 書道部 - 自然科学部 - 茶菓部 - アート部(美術部と写真部が令和5年度に統合し設立) - 放送部 - ホームメイド部(令和5年度入学者から募集停止) - 新聞部 - 吹奏楽部 - インターアクト部 - 地域研究部 地域研究部は第8回全国高等学校社会科研究発表大会で優勝している。 - 囲碁・将棋部(令和5年度入学者から募集停止) |

## 進路状況
普通科の9割以上の生徒が四年制大学に進学する。

## 著名な出身者
| - 篠田正浩（1931年生）- 映画監督（岩下志麻の夫） - 松田岩夫（1937年生）- 参議院・衆議院議員、内閣府特命担当大臣、元通産官僚 - 藤掛廣幸（1949年生）- 作曲家 - 松井聡（1951年生）- 羽島市長 - 上山明博（1955年生）- ノンフィクション作家 - 伊藤誠一（1956年生）- 美濃加茂市長 - 杉山宣嗣（1957年生）- 写真家 - 日比野克彦（1958年生）- 芸術家 - 杉浦邦征（1960年生）‐ 京都大教授 - 森田敬和（1960年生）- 第10回アメリカ横断ウルトラクイズチャンピオン - 廣瀬隆正（1960年生）- 国土交通省大臣官房技術審議官、富山市副市長 - 寺田達史（1961年生）- 財務省東海財務局長 - 吉本明子（1963年生）- 中央労働委員会事務局長、人材開発統括官、愛知県副知事、小松市助役 - 河島浩二（1963年生）- イビデン社長 - 江崎禎英（1964年生）- 元通産・経産官僚 - 松本太 - 外交官、駐イラク大使 - オクダサトシ（1965年生）- コンドルズ - 國枝孝弘（1965年生）- NHKフランス語会話講師 - 小栗左多里（1966年生）- 漫画家 - 西堀晋（1966年生）- デザイナー - 灘波陽子（1971年生）- 海上保安庁初の女性機長 - 大野済也（1971年生）- NHKアナウンサー - 浅野健司（1972年生）- 各務原市長 - 桑原麻美（1973年生）- アナウンサー - 神戸智行（1974年生）- 日本画家 - 小倉理恵（1974年生）- アナウンサー - 中川佳子（1975年生）- マリンバ奏者 - 大澤広樹（1975年生）- 東海ラジオアナウンサー - 山本尚史（1977年生）- プロレスラー - 三ツ星ジョージ（1978年生）- 吉本興業 - 宮川サトシ（1978年生）- 漫画家 - 熊崎信也（1979年生）- ゲームデザイナー（星のカービィシリーズ） - 吉田一貴（1980年生）- NHKアナウンサー - 大竹寛子（1980年生）- 日本画家 - 青木千絵（1981年生）- 造形作家 - 佐倉紗織（1984年生）- 歌手 - 辻友貴（1987年生）- cinema staffギタリスト - 飯田瑞規（1987年生）- cinema staffボーカル - 三島想平（1987年生）- cinema staffベーシスト - オキエイコ（1987年生）- イラストレーター - 鈴木一太郎（1988年生）- 彫刻家 - 堀江貴大（1988年生）- 映画監督 - 樋口恭介（1989年生）- SF作家 - なるせゆうせい - 脚本家、演出家 - 赤松諒一（1995年生）- 走高跳選手 |

## アクセス
- JR岐阜駅（中央南口）より徒歩25分（約1.5㎞）
- 岐阜バス
  - E32に乗車した場合、「加納高校前」下車。徒歩2分。
  - E12/E13に乗車した場合、「南陽町・加納高校前」下車。徒歩2分。
- 加納めぐりバス 「加納高校前」下車[4]。